# Русская (приток Большого Егорлыка)
Ру́сская — река в Ставропольском крае. Длина реки — 42 км. Площадь водосборного бассейна — 383 км².
Берёт начало в отроге Русского леса возле села Верхнерусского Шпаковского района и является правым притоком реки Егорлык.
Река протекает по территории Шпаковского и Изобильненского районов и впадает в Новотроицкое водохранилище, которое обустроено на реке Егорлык для питьевого и технического водоснабжения. В целях орошения на реке Русская построен ряд плотин из земли для образования прудов.
Река имеет круглогодовой сток. Питание за счёт родников Русского леса и осадков. Притоки: Вербовка, Чибрик.
Ширина долины реки доходит до 1,5 км, глубина вреза долины реки до 40-60 м.
Высота истока — 500 м над уровнем моря. Высота устья — 153 м над уровнем моря.

## Изображения

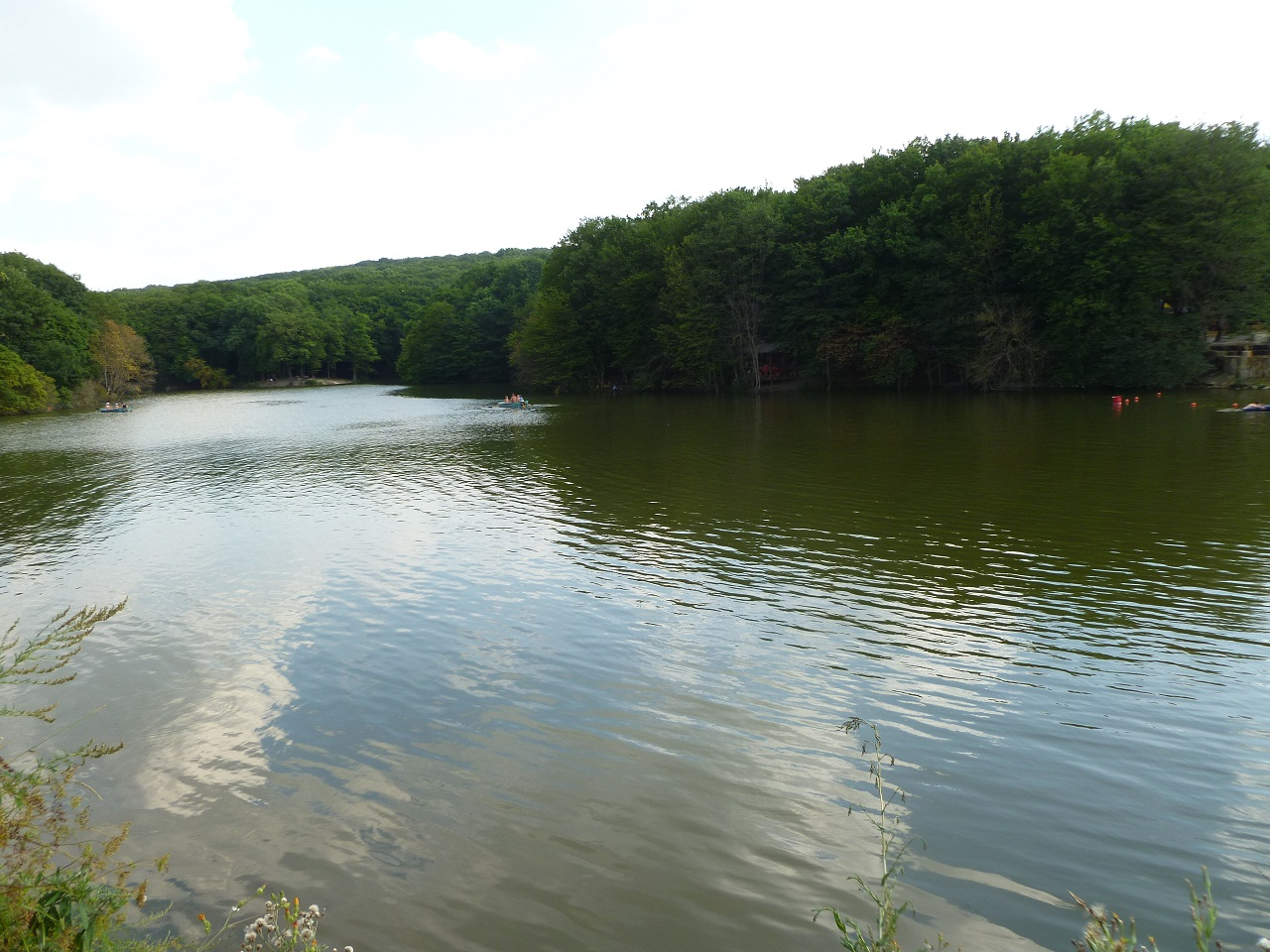
Лесное озеро на хуторе Верхнерусском.
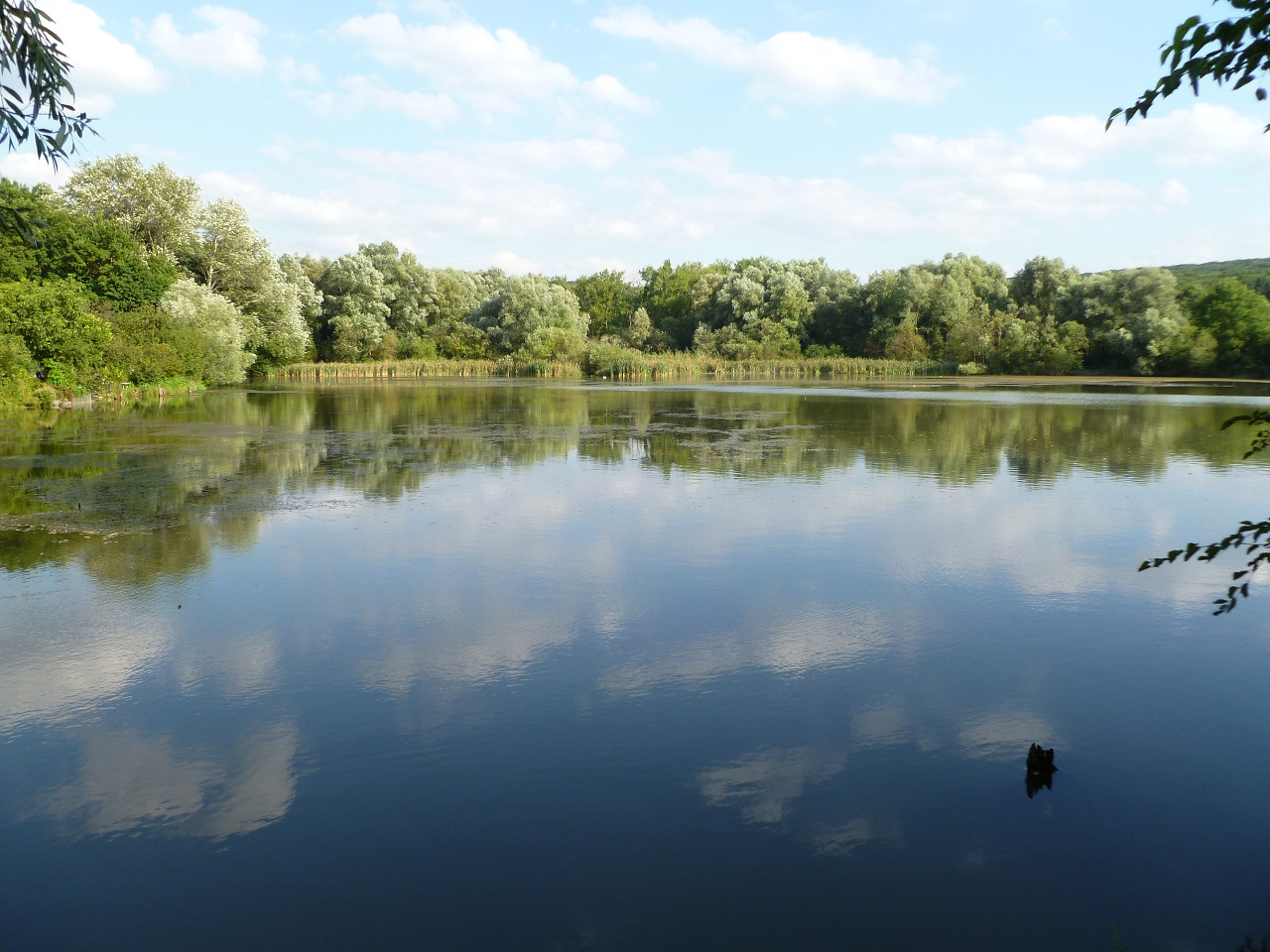
Пруд на хуторе Нижнерусском.